# Ophiogastrella nigrifrons
Ophiogastrella nigrifrons är en stekelart som först beskrevs av Günther Enderlein 1921.  Ophiogastrella nigrifrons ingår i släktet Ophiogastrella och familjen brokparasitsteklar. Inga underarter finns listade i Catalogue of Life.